# Kabardyjczycy
Kabardyjczycy (kab. адыгэ, ros. кабардинцы) – grupa etniczna zamieszkująca Republikę Kabardyjsko-Bałkarską w Federacji Rosyjskiej oraz północno-wschodnią Turcję. Ich populacja liczy około 2 mln, z czego ponad 1 mln 100 tys. żyje w Turcji, a w Rosji ok. 523 tys. (2021). Posługują się językiem kabardyjskim i czerkieskim z rodziny kaukaskiej. Od czasów najazdów tureckich wyznają islam sunnicki, z wyjątkiem niewielkiej grupy prawosławnych „Kabardyjczyków mozdokskich”.
Historycznie tradycyjnymi zajęciami Kabardyjczyków były uprawa zbóż, pasterstwo. Zachowała się tradycja rozstrzygania spraw na zebraniach starszyzny, przetrwały pozostałości więzi rodowych, w tym krwawej zemsty. Podstawą utrzymania była uprawa zbóż i warzyw, sadownictwo i hodowla, znani byli zwłaszcza z hodowli koni. Etnos ten wyróżniał się bogatym folklorem: znane są liczne pieśni kabardyjskie i epos nartyjski (opisujący niezwykłe przygody bohaterów – Nartów), częściowo zbieżny z mitologią grecką – np. bohater Sosruko (kab. Сосрукъуэ), który wykradł ogień i dał go ludziom (por. Prometeusz).
Nazwa własna Czerkiesów i Kabardyjczyków to Adygowie (kab. адыгэ, adyge). W XIX wieku ich populacja została zdziesiątkowana w wyniku ludobójstwa dokonanego przez Rosję.